# Francisco de Toledo Herrera

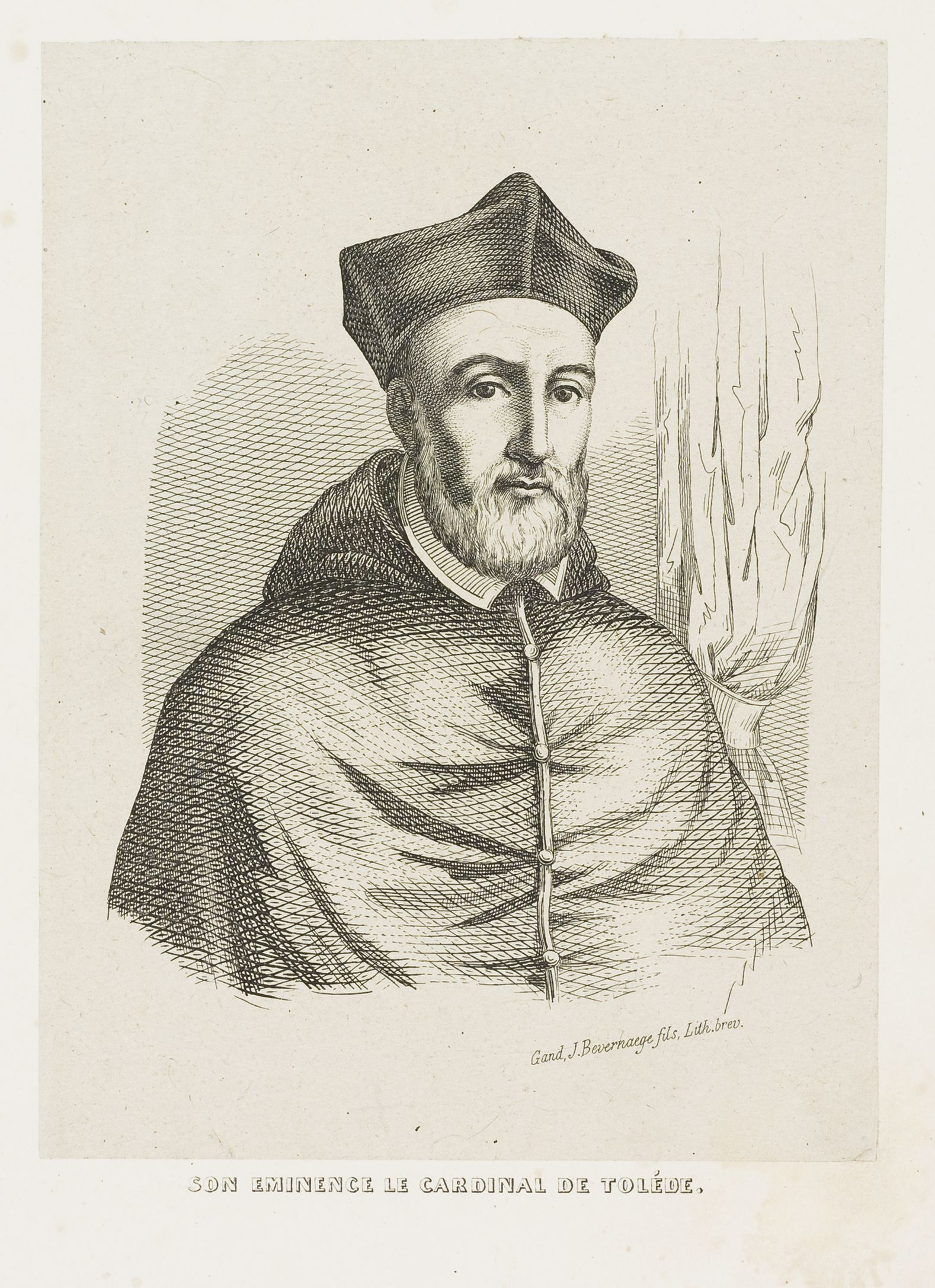
Francisco de Toledo Herrera

Francisco de Toledo Herrera (Franciscus Toletus), född 4 oktober 1532 i Córdoba, död 14 september 1596 i Rom, var en spansk jesuit.
Francisco de Toledo Herrera blev 1559 lärare i filosofi och teologi vid Collegium Romanum, tog framstående del i utarbetandet av den officiella upplagan av Vulgatan, användes ofta i diplomatiska värv och blev 1593 kardinal. Han skrev kommentarer till Johannes, Lukas med flera och arbeten i kasuistik.